# Edition assemblage
edition assemblage ist ein deutscher Buch- und Zeitschriftenverlag. Gegründet wurde er 2011 von Willi Bischof, ehemals Verleger des Unrast Verlags.
Der Verlag versteht sich als „gesellschaftskritisches, linkes, politisches und publizistisches Netzwerk“ und erhebt für sich den Anspruch, „thematisch die gesamte gesellschaftskritische Breite radikaler linker Politik und Bewegung und kritische Wissenschaften zu vertreten“. Das Netzwerk umfasst einen Sachbuchverlag mit Sitz in Münster und ein offenes Netzwerk für Projekte, Gruppen und überwiegend im Medienbereich beschäftigte Menschen. Der Verlag entstand im Jahr 2011, als Willi Bischof nach einer Kündigung den Unrast Verlag verließ und sein eigenes Unternehmen gründete.
Der Verlag edition assemblage ist Mitglied der Assoziation Linker Verlage (aLiVe) und gründete im Sommer 2011 gemeinsam mit den Verlagen AG SPAK Bücher und Edition AV die Vertriebskooperation book:fair.
Zu den bekannteren Autoren des Verlages gehören Bini Adamczak, Tom Holert, Andreas Kemper, Christiane Leidinger, Peter Nowak, Sharon Dodua Otoo sowie Hendrik Wallat. Pro Jahr werden 10 bis 15 Bücher geplant.

## Auszeichnungen
- 2019: Deutscher Verlagspreis[7]
- 2020: Deutscher Verlagspreis[8]
- 2022: Deutscher Verlagspreis[9]
- 2023: Deutscher Verlagspreis[10]